# ヨロイバエ
ヨロイバエ（鎧蝿）はハエ目（双翅目）・ヨロイバエ科（Celyphidae）に分類される昆虫の総称。大きく発達した小楯板が背中を覆うため、一見甲虫類のような姿の変わったハエである。主にエチオピア区と東洋区に分布する熱帯系の科で、世界からおよそ100種ほどが知られる。日本からの報告は少なく、対馬から報告された ツシマヨロイバエ Spaniocelyphus pilosus Tenorio, 1972 など、僅かな記録があるだけである。

## 形態
体長は3-8mm程度。大きく発達した小楯板が背中を覆う甲羅のようになっているのが最大の特徴である。また他のハエ類に比べると体表に毛が少なく、全体に光沢に富んでいるのが普通である。そのためハムシやテントウムシなどの甲虫類に似た外観をもち、英名も "beetle flies（甲虫蝿）" という。他のハエ目昆虫と同様に翅は2枚あるが、飛ぶとき以外は"甲羅"の下にしまってあり、翅の先端部だけが外にはみ出している。

## 生態
生態についてはあまり詳しいことはわかっていない。成虫は沢や川沿い、あるいは湿度の高い草地などで見られることが多い。幼虫は腐食性（saprophagous）で、植物遺骸を食べるとされる。Sen (1921) は2種の生活史を報告している。

## 系統と分類
独立の科とはせず、シマバエ科のうちの特殊化した一群と見なして、その亜科とする考え方もある (Griffith, 1972など)。最近では Eurychoromyiidae 科の姉妹群とし、ヨロイバエ科と Eurychoromyiidae 科を併せた群をシマバエ科の姉妹群とする考え方もある。

### 下位分類
ヨロイバエ科 Celyphidae
- 属 Acelyphus Malloch, 1929  - アジア（約12種）
- 属 Afrocelyphus Vanschuytbroeck, 1959 - アフリカ
- 属 Celyphus Dalman, 1818 - アジア、アフリカ
  - 亜属 Celyphus (Celyphus) Dalman, 1818 - アジア（40種以上）
  - 亜属 Celyphus (Hemiglobus) Frey, 1941 - アフリカ（約5種）
  - 亜属 Celyphus (Paracelyphus) Bigot, 1878?  - アジア（約2種）
- 属 Chamaecelyphus Frey, 1941 - アフリカ（約7種）
- 属 Idiocelyphus Malloch, 1929  - アジア（10種以上）
- 属 Oocelyphus Chen, 1949 - 中国南部（約4種）
- 属 Spaniocelyphus Hendel, 1914 - アジア、アフリカ（約30種）

上記の分類はノルウェー語 (bokmål) 版に従ったが、ここで亜属されているものを独立の属とする考え方もある。

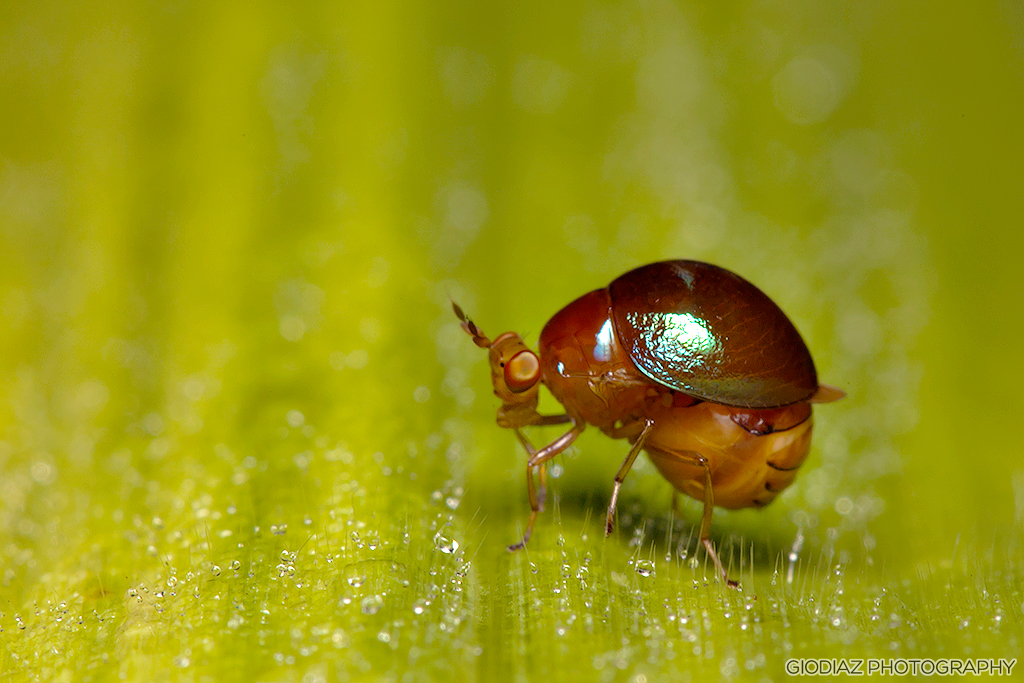
ヨロイバエ科の一種（シンガポール）
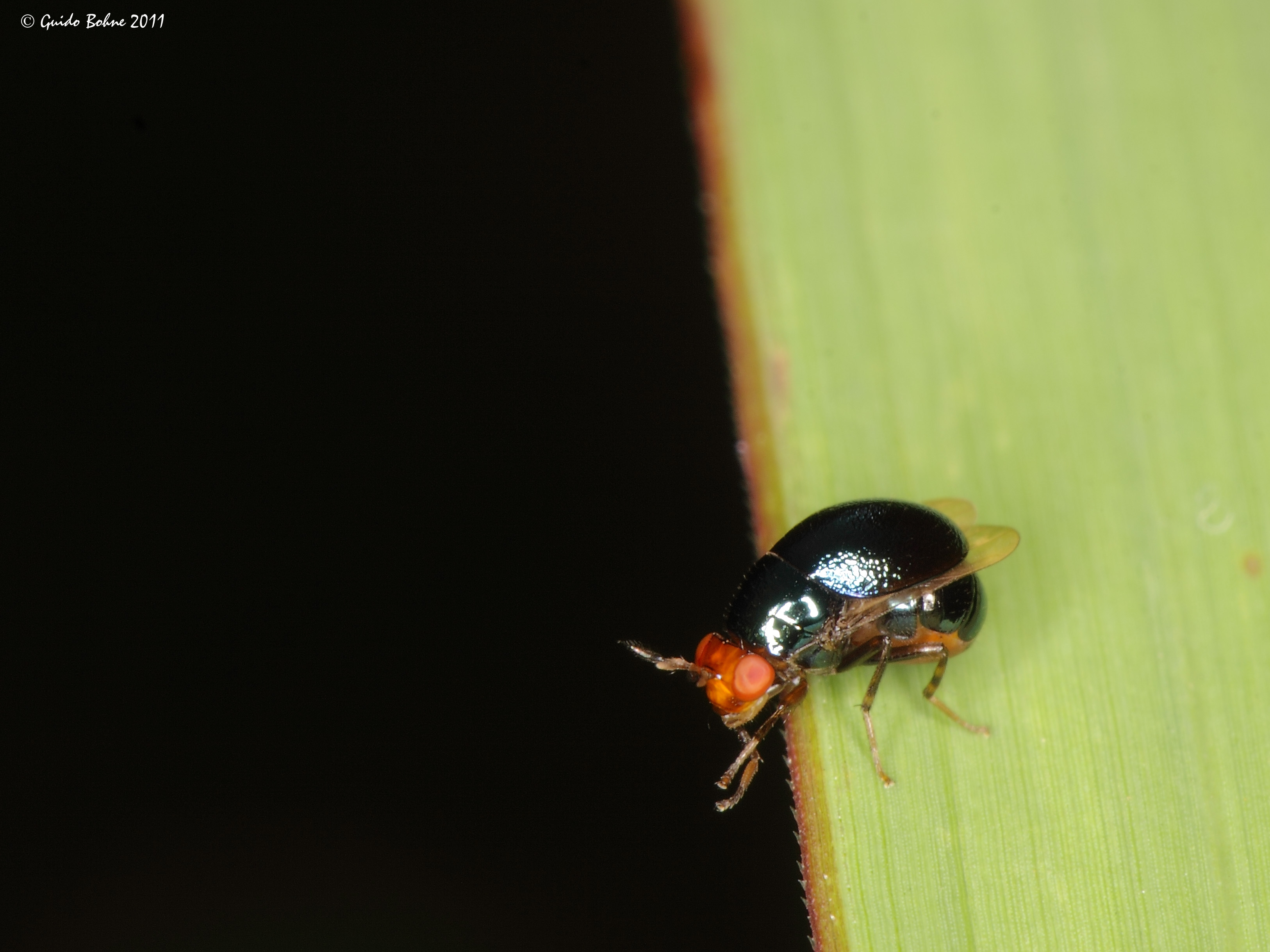
ヨロイバエ科の一種（ジャワ島）
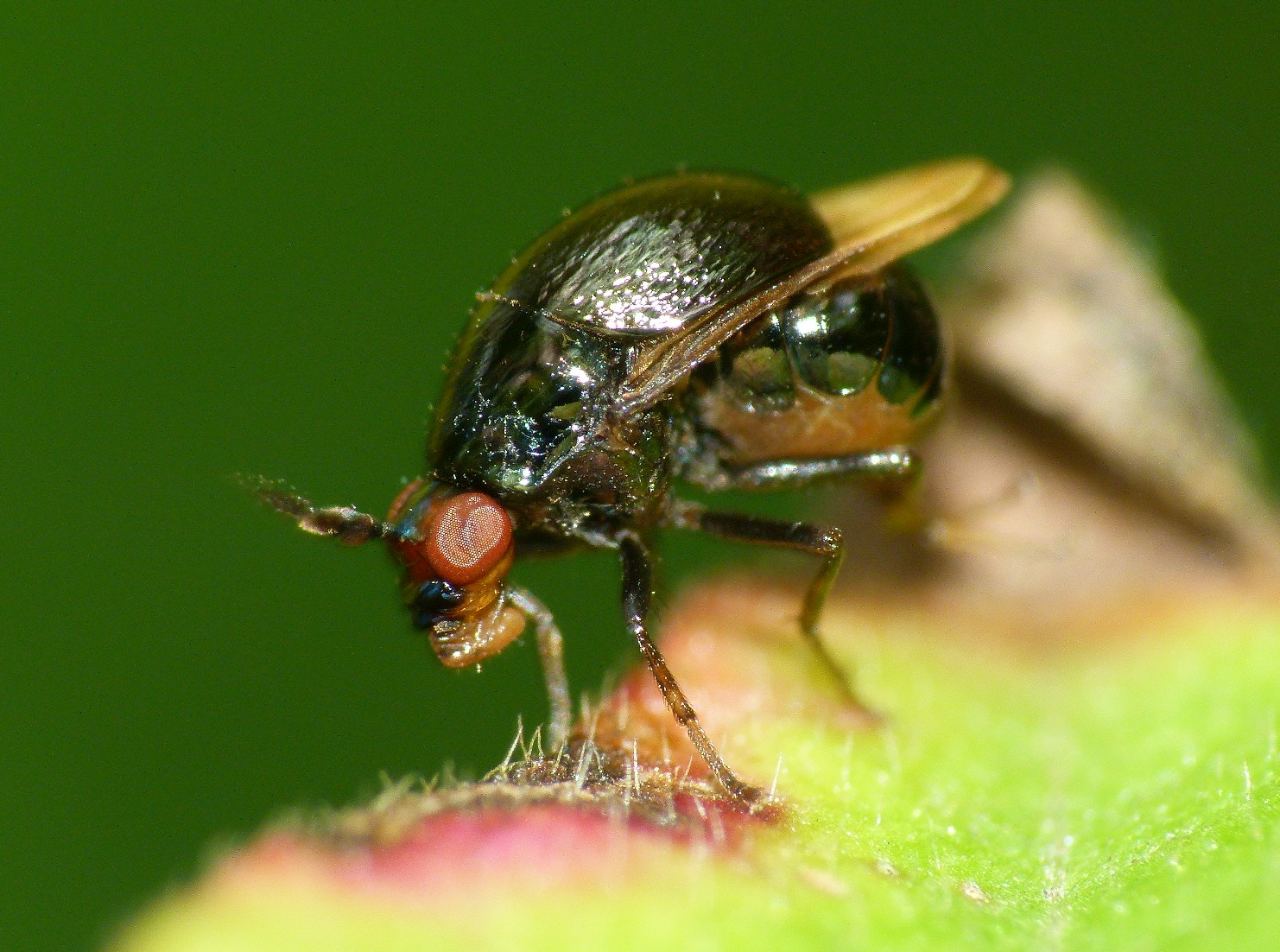
ヨロイバエ科の一種（インドカルナータカ州）
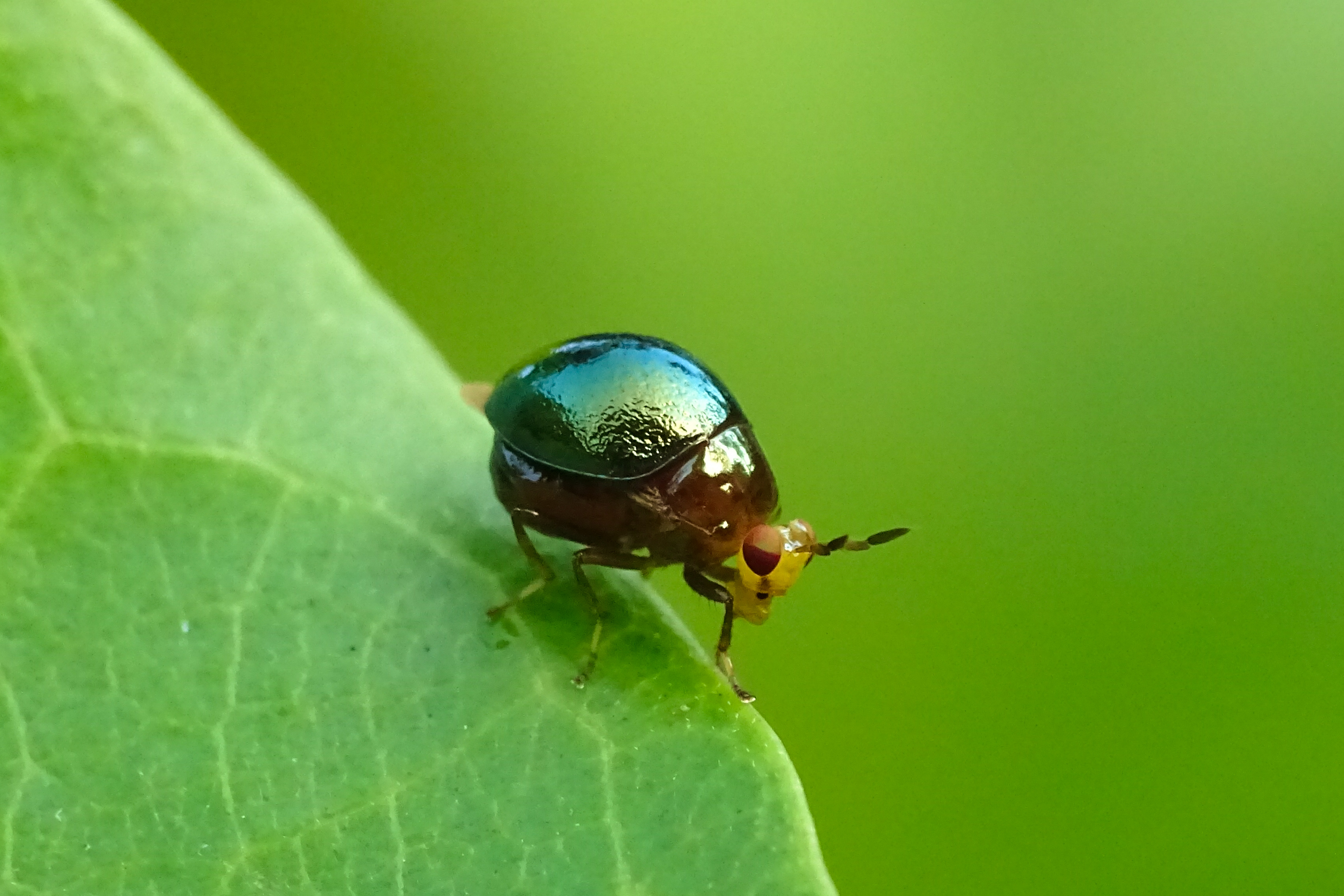
ヨロイバエ科の一種（インドケーララ州）